# Теледика
Теледика је у грчкој митологији била нимфа.

## Митологија
Била је најада из Аргоса, кћерка или Океана или речног бога Инаха. Била је удата за Форонеја, једног од древнијих краљева Пелопонеза, са којим је, према Аполодору, имала децу Аписа и Ниобу. Као њена деца помињу се и Кар, Хтонија, Климен, Спартон, Еуропс и Лирк.